# Mona Fischer (Schauspielerin)
Mona Fischer (* 1988 in Frankfurt am Main) ist eine deutsche Schauspielerin, Musicaldarstellerin, Hörbuchsprecherin und Sängerin.

## Leben
Mona Fischer studierte von 2012 bis 2016 an der Akademie für Darstellende Kunst Bayern in Regensburg. Seitdem arbeitet sie freiberuflich und in Festengagements an verschiedenen Theatern. 2016 trat sie am Gostner Hoftheater in Nürnberg in einer Bühnenfassung von Johannes Nabers Kinofilm Zeit der Kannibalen in einer Inszenierung von Joosten Mindrup auf.
Ab der Spielzeit 2016/17 war sie am Landestheater Niederbayern engagiert, wo sie in Inszenierungen von Markus Bartl, Claus Tröger, Oliver Karbus, Wolfgang Maria Bauer und Stefan Tilch auftrat. Sie spielte dort u. a. die Ismene in Antigone, die Recha in Nathan der Weise und die Eleanor Spicali in Der Glöckner von Notre-Dame. Außerdem verkörperte sie die US-amerikanische Soul-Sängerin und Songwriterin Aretha Franklin im Musical Blues Brothers – Das Musical.
Im November 2019 trat sie im Kulturzentrum Krakauer Haus in Nürnberg als Marie und als „strikte, kalte“ Frau Doktor in Woyzeck auf.
Ab der Spielzeit 2019/20 folgte ein Engagement am Landestheater Oberpfalz. Zu ihren Rollen dort gehörten u. a. die Roxane in Cyrano de Bergerac, die Titelrolle in Die verlorene Ehre der Katharina Blum, die Hodel im Musical Anatevka und die Buhlschaft im Jedermann. In der Spielzeit 2023/24 war sie am Landestheater Oberpfalz als Ehefrau Barbara in der Boulevardkomödie Doppelt leben hält besser von Ray Cooney zu sehen. Im Sommer 2024 übernahm sie die Rolle der Katharina in dem Historienstück „Des Kaisers Pfennigfuchser“ von Bernhard Setzwein, das vom Landestheater Oberpfalz auf der Burg Leuchtenberg uraufgeführt wurde.
Neben der Tätigkeit auf der Bühne hat Fischer zahlreiche Hörbücher, vor allem aus dem Thriller-, Fantasy- und Romance-Bereich, eingesprochen.
Mona Fischer lebt in Regensburg.

## Theater (Auswahl)
- 2016: Zeit der Kannibalen nach dem Kinofilm von Johannes Naber. Rolle: Hotelangestellte, diverse Rollen. Inszenierung: Joosten Mindrup, Gostner Hoftheater
- 2016/17: Urmel aus dem Eis nach Max Kruse. Rolle: Ping. Inszenierung: Markus Bartl, Landestheater Niederbayern
- 2017/18: Terror nach Ferdinand von Schirach. Rolle: Nebenklägerin Franziska Meiser. Inszenierung: Claus Tröger, Landestheater Niederbayern
- 2017/18: A Clockwork Orange nach dem Roman von Anthony Burgess. Rolle: Georgina, Sängerin, diverse Rollen. Inszenierung: Markus Bartl, Landestheater Niederbayern
- 2017/18: Antigone von Sophokles. Rolle: Ismene. Inszenierung: Oliver Karbus, Landestheater Niederbayern
- 2017/18: Blues Brothers – Das Musical nach dem Kinofilm von John Landis. Rolle: Aretha Franklin. Inszenierung: Patrizia Bauer / Bernd Mayer, Landestheater Niederbayern
- 2018/19: Nathan der Weise von Gotthold Ephraim Lessing. Rolle: Recha. Inszenierung: Claus Tröger, Landestheater Niederbayern
- 2018/19: Der Glöckner von Notre-Dame. Schauspiel von Matthias Hahn nach dem Roman von Victor Hugo. Rolle: Eleanor Spicali. Inszenierung: Markus Bartl, Landestheater Niederbayern
- 2020: Willkommen bei den Hartmanns von John von Düffel nach dem Kinofilm von Simon Verhoeven. Rolle: Diallo. Inszenierung: Till Rickelt, Landestheater Oberpfalz
- 2020/21: Cyrano de Bergerac von Edmond Rostand. Rolle: Roxane. Inszenierung: Till Rickelt, Landestheater Oberpfalz
- 2022/23: Die verlorene Ehre der Katharina Blum von Kristo Šagor nach dem Kinofilm von Volker Schlöndorff. Rolle: Katharina Blum. Inszenierung: Jona Manow, Landestheater Oberpfalz
- 2022/23: Anatevka von Jerry Bock. Rolle: Hodel. Inszenierung: Christian A. Schnell, Landestheater Oberpfalz
- 2022/23: Jedermann von Hugo von Hofmannsthal. Rolle: Buhlschaft. Inszenierung: Christian A. Schnell, Landestheater Oberpfalz
- 2024/25: Wer hat Angst vor Virginia Woolf? von Edward Albee. Rolle: Honey (Süsse). Inszenierung: Marcus Hinterberger, Landestheater Oberpfalz

## Hörbücher (Auswahl)
- 2024: Nichts als die ungeschminkte Wahrheit von Lee Winter
- 2024: Unter die Haut von Lee Winter
- 2025: Eine von uns von Samantha Hayes
- 2025: Faebound - Divided by Blood (German Edition) - Battle of the Drumfire von Saara El-Arifi
- 2025: Rosen für die Staatsanwältin von Jae